# Anita Schwaller
Anita Schwaller (ur. 2 maja 1975 w Innsbrucku) – szwajcarska snowboardzistka, mistrzyni świata.

## Kariera
W zawodach Pucharu Świata zadebiutowała 16 lutego 1997 roku w Kanbayashi, zajmując ósme miejsce w halfpipe'ie. Tym samym już w swoim debiucie wywalczyła pierwsze pucharowe punkty. Nigdy nie stanęła na podium zawodów tego cyklu, nie poprawiła też wyniku z debiutu. Najlepsze wyniki osiągnęła w sezonach 1998/1999 i 1999/2000, kiedy to triumfowała w klasyfikacji generalnej. Była też druga w sezonie 1996/1997, kiedy to zajęła 102. miejsce w klasyfikacji generalnej.
Jej największym sukcesem jest złoty medal w halfpipe’ie wywalczony na mistrzostwach świata w San Candido w 1997 roku. Pokonała tam Christel Thoresen z Norwegii i Niemkę Sabine Wehr-Hasler. Był to jej jedyny medal na międzynarodowej imprezie tej rangi i zarazem jej jedyny start na mistrzostwach świata. Brała też udział w igrzyskach olimpijskich w Nagano w 1998 roku, gdzie zajęła 11. miejsce w halfpipe’ie.
Pod koniec lat 90' zakończyła karierę.

## Osiągnięcia

### Igrzyska olimpijskie
| Miejsce | Dzień     | Rok  | Miejscowość | Konkurencja | Zwyciężczyni |
| ------- | --------- | ---- | ----------- | ----------- | ------------ |
| 11.     | 12 lutego | 1998 | Nagano      | Halfpipe    | Nicola Thost |

### Mistrzostwa świata
| Miejsce | Dzień       | Rok  | Miejscowość | Konkurencja | Zwyciężczyni |
| ------- | ----------- | ---- | ----------- | ----------- | ------------ |
| 1.      | 24 stycznia | 1997 | San Candido | Halfpipe    | -            |

### Puchar Świata

#### Miejsca w klasyfikacji generalnej
- sezon 1996/1997: 102.
- sezon 1997/1998: 125.

#### Miejsca na podium
Schwaller nie zajęła nigdy miejsca na podium zawodów PŚ.